# ユッタ・バウアー
ユッタ・バウアー（Jutta Bauer、1955年1月9日 –  ）は、ドイツの児童文学作家、イラストレーターである。
1955年、当時の西ドイツ、ハンブルクに生まれる。
2001年にドイツ児童図書賞絵本部門、2010年に国際アンデルセン賞画家賞を受賞した。

## 受賞歴
- ドイツ児童図書賞絵本部門　2001年　（Schreimutter（『おこりんぼママ』）に対して）
- 国際アンデルセン賞画家賞　2010年

## 主な著書
- Ein Engel trägt meinen Hinkelstein
- Schreimutter（『おこりんぼママ』）
- Opas Engel(Grandpa's Angel)（『いつもだれかが…』）
- Die Königin der Farben
- Abends, wenn ich schlafen geh
- Ich sitze hier im Abendlicht

## 日本語訳された作品

### 著書
- 『色の女王』橋本香折訳、小学館、1999年
- 『おこりんぼママ』小森香折訳、小学館、2000年
- 『いつもだれかが…』上田真而子訳、徳間書店、2002年
- 『羊のセルマ』山崎慶子訳、二見書房、2002年

### イラスト
- 『潮風にふかれて ― ジルケはじめての航海』クラウス・コルドン著、さ・え・ら書房、1989年
- 『犬さんがくる！』クリスティーネ・ネストリンガー著、ほるぷ出版、1993年
- 『耳の中の小人』クリスティーネ・ネストリンガー著、さ・え・ら書房、1996年
- 『ふしぎな家族』ペーター・シュタム著、長崎出版、2009年